# Igor Wladimirowitsch Muchin

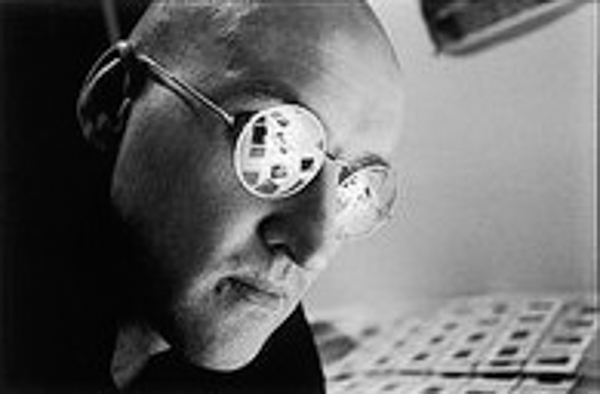
Igor Muchin (1999)

Igor Wladimirowitsch Muchin (russisch Игорь Владимирович Мухин; * 19. November 1961 in Moskau in der Sowjetunion) ist ein russischer Fotograf.

## Leben
Muchin arbeitete nach der Oberschule in einem sowjetischen Planungsinstitut. In den Jahren 1985 und 1986 besuchte er Klassen bei dem bekannten Moskauer Fotografen Alexander Lapin. In der Folgezeit arbeitete er als Fotograf mit bekannten sowjetischen Rockmusikern der Perestrojkazeit zusammen, wie Wiktor Zoi, Boris Grebenschtschikow und Pjotr Mamonow.
1987 hatte Muchin seine erste Einzelausstellung in der Lomonossow-Universität in Moskau. Seit 1989 ist er selbständiger Fotograf. Mitte der 1990er Jahre arbeitete er an Dokumentationen über die Stadt Moskau und die Provinzen Russlands. 1996 folgte er einem Ruf als Gastredner bei dem internationalen Festival InterFoto in Moskau. 1999 konnte er im Rahmen der Vorbereitungen zur Jahrtausendwende 2000 mit einem Stipendium des Bürgermeisters von Paris eine Fotoserie über Liebende in Paris fertigstellen.
Muchin arbeitet überwiegend mit Schwarz-Weiß-Filmen und verwendet zum Beispiel eine Leica M6. Neben seinen Monografien wurden seine Arbeiten in Zeitschriften und Zeitungen des In- und Auslands, wie z. B. Rolling Stone, Geo, Elle, Vogue, Le Monde, Libération, Esquire und Time veröffentlicht.

## Monografien
- «Just pie in the sky». Text by Bastien Manac’h. Editions Bergger. Paris. 2017
- «Weekend».  Der Verlag Treemedia, Moskau. 2017
- «Calculation». Der Verlag Treemedia, Moskau. 2017
- «Ich sah den Rock-N-Roll». Die Texte: „Sandalov  Feliks“, „Jekaterina Sujewa“. Der Verlag Treemedia, Moskau. 2016
- Igor Moukhin. Photographies 1987–2011. Text Christian Gattinoni, Bahia Allouache. Éditions Loco, Paris 2012, ISBN 978-2-919507-12-2.
- Mein Moskau: Fotografien 1985–2010. mit einem Essay von Sachar Prilepin. Benteli Verlag, Bern, Schweiz 2012, ISBN 978-3-7165-1722-2.
- Born in the SSSR. mit einem Text von Jekaterina Degot und Steve Yates. I. Gusev, Moskau 2005.
- Avoir 20 ans a Moscou. mit einem Text von G. Saffrais. Éditions Alternatives, Paris 1998, ISBN 2-86227-170-5.

## Einzelausstellungen
- 1994: Skamejki, XL Galerie, Moskau.
- 1996: Life in the City. Litauisches Fotomuseum, Riga, Litauen.
- 1997: Soviet Epoch: Benches and Monuments, Photohouse, Riga, Litauen.
- 2002: Moscou - Paris, Moskauer Haus der Fotografie, Moskau.
- 2003: Contemporary Moscow Photography. Anahita Gallery, Santa Fe, New Mexico, USA.
- 2003: Moskauer Jugend im 3. Jahrtausend. Moskauer Tage Berlin, Kulturbrauerei, Berlin.
- 2012: La mia Mosca. Festival Fotografia Europea 2012. San Pietro Cloisters. Reggio Emilia, Italy.
- 2013:  Rétrospective «La Russie d'Igor Moukhin, photographies de 1987 à 2012».  Grand Réservoir de L’Hôpital de Bicêtre, Le Kremlin-Bicêtre. Festival RussenKo 2013, France.
- 2015: MOSKWA_2, La Bohème, Galerie Ljuda, Sankt Petersburg.